# Zári
A Zari (görög betűkkel: Ζάρι, hivatalos magyar átírással: Zári, magyarul: Dobókocka) a görög Marina Satti dala, mellyel Görögországot képviselte a 2024-es Eurovíziós Dalfesztiválon Malmőben. A dal belső kiválasztás során nyerte el a dalversenyen való indulás jogát.

## Eurovíziós Dalfesztivál
2023. október 24-én az ERT bejelentette, hogy az énekesnő képviseli az országot az Eurovíziós Dalfesztiválon. A dalt a videoklippel együtt 2024. március 7-én mutatták be.
A dalt először a május 9-én rendezendő második elődöntőben fellépési sorrendben harmadikként adták elő, az Albániát képviselő Besa Titan című dala után és a Svájcot képviselő Nemo The Code című dala előtt. Az elődöntőből ötödik helyezettként továbbjutott a május 11-i döntőbe, ahol fellépési sorrendben tizenkettedikként lépett fel, a Lettországot képviselő Dons Hollow című dala után és az Egyesült Királyságot képviselő Olly Alexander Dizzy című dala előtt. A zsűri szavazáson a tizennegyedik helyen végzett 41 ponttal (Svájctól maximális pontot kapott), míg a nézői szavazáson a nyolcadik helyen végzett 85 ponttal (Ciprustól maximális pontot kapott), így összesítésben 126 ponttal a verseny tizenegyedik helyezettje lett.
A következő görög induló Klavdia Asteromáta című dala volt a 2025-ös Eurovíziós Dalfesztiválon.

## Galéria

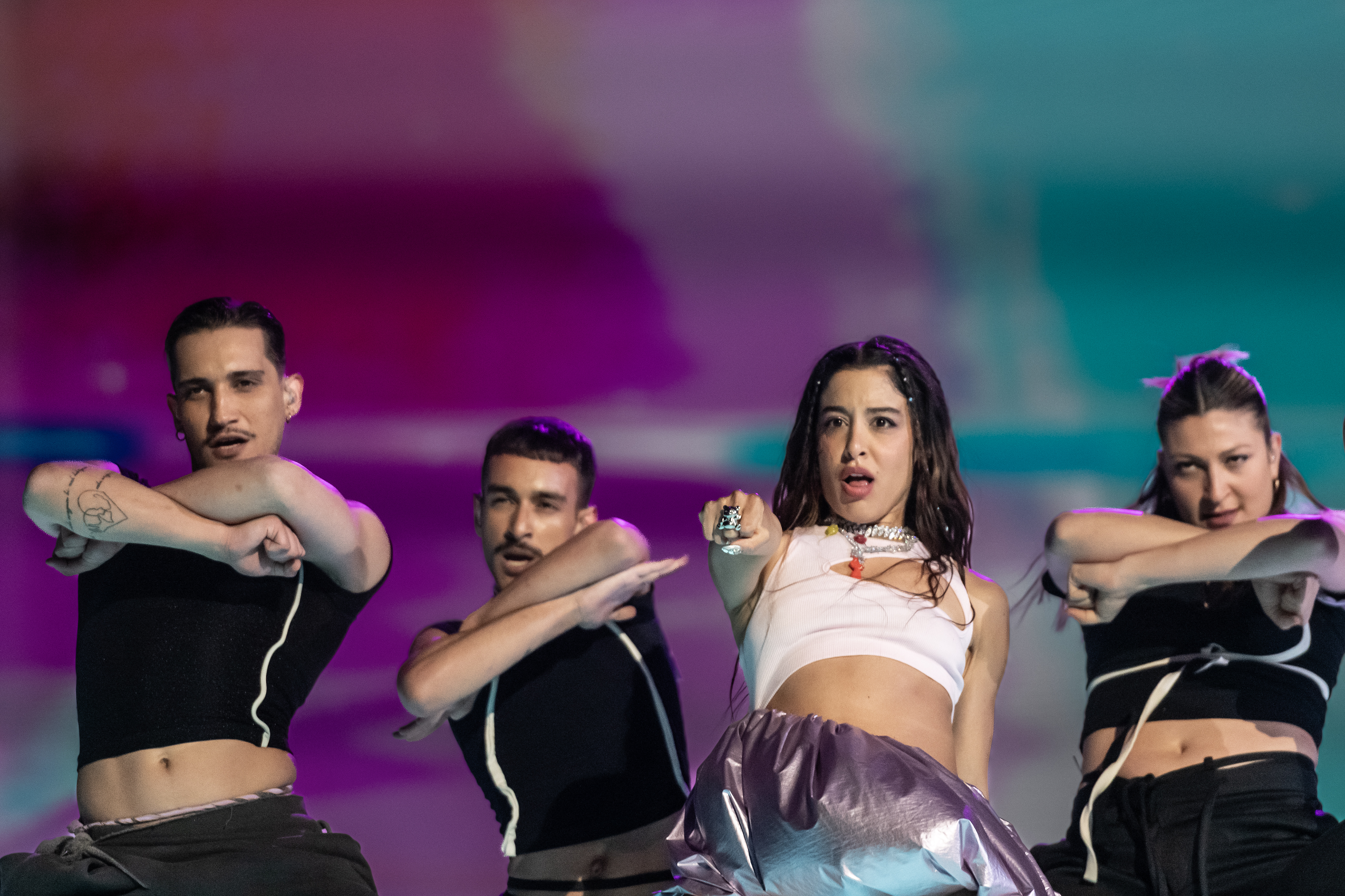
Az elődöntőben
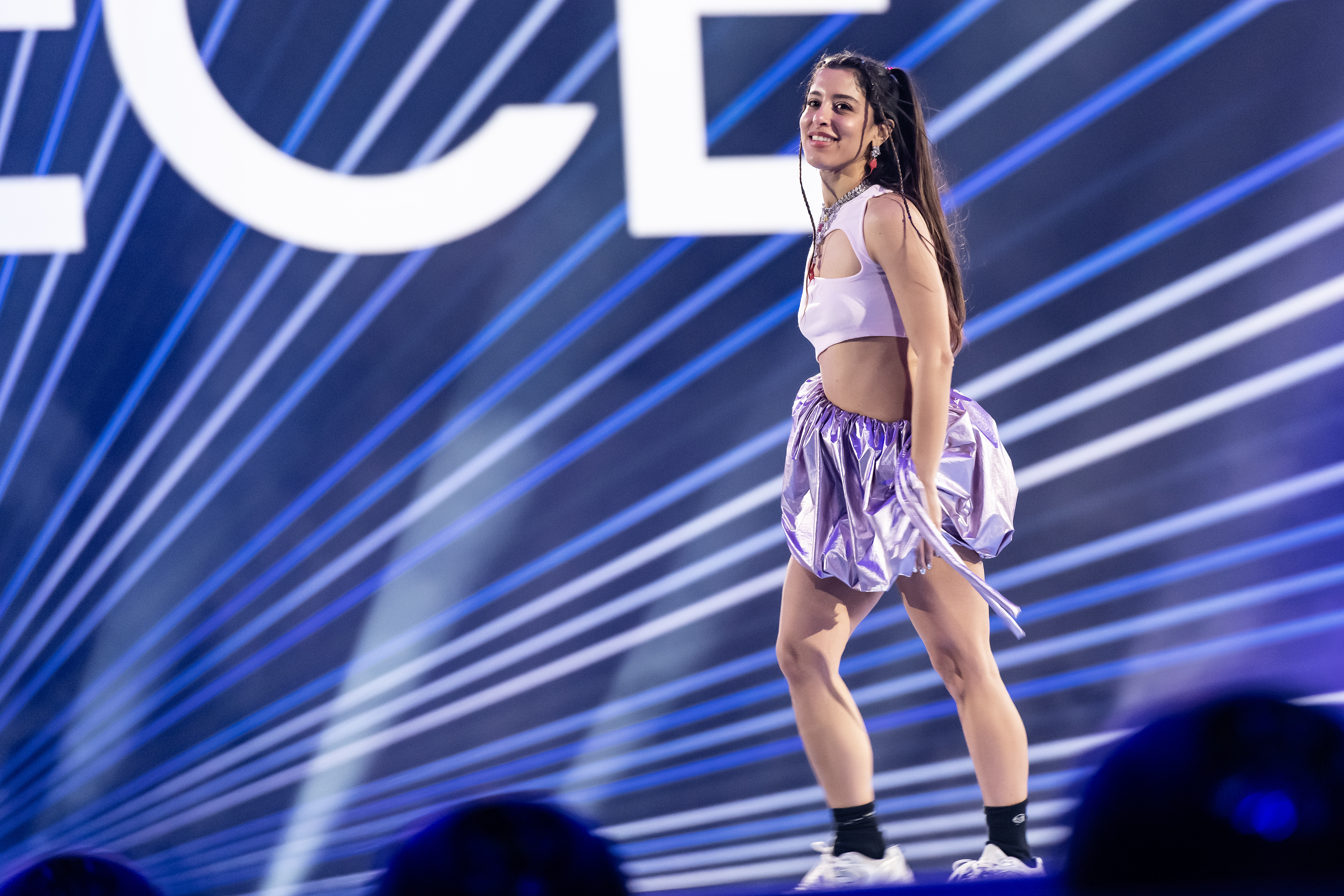
A döntő bevonulásán
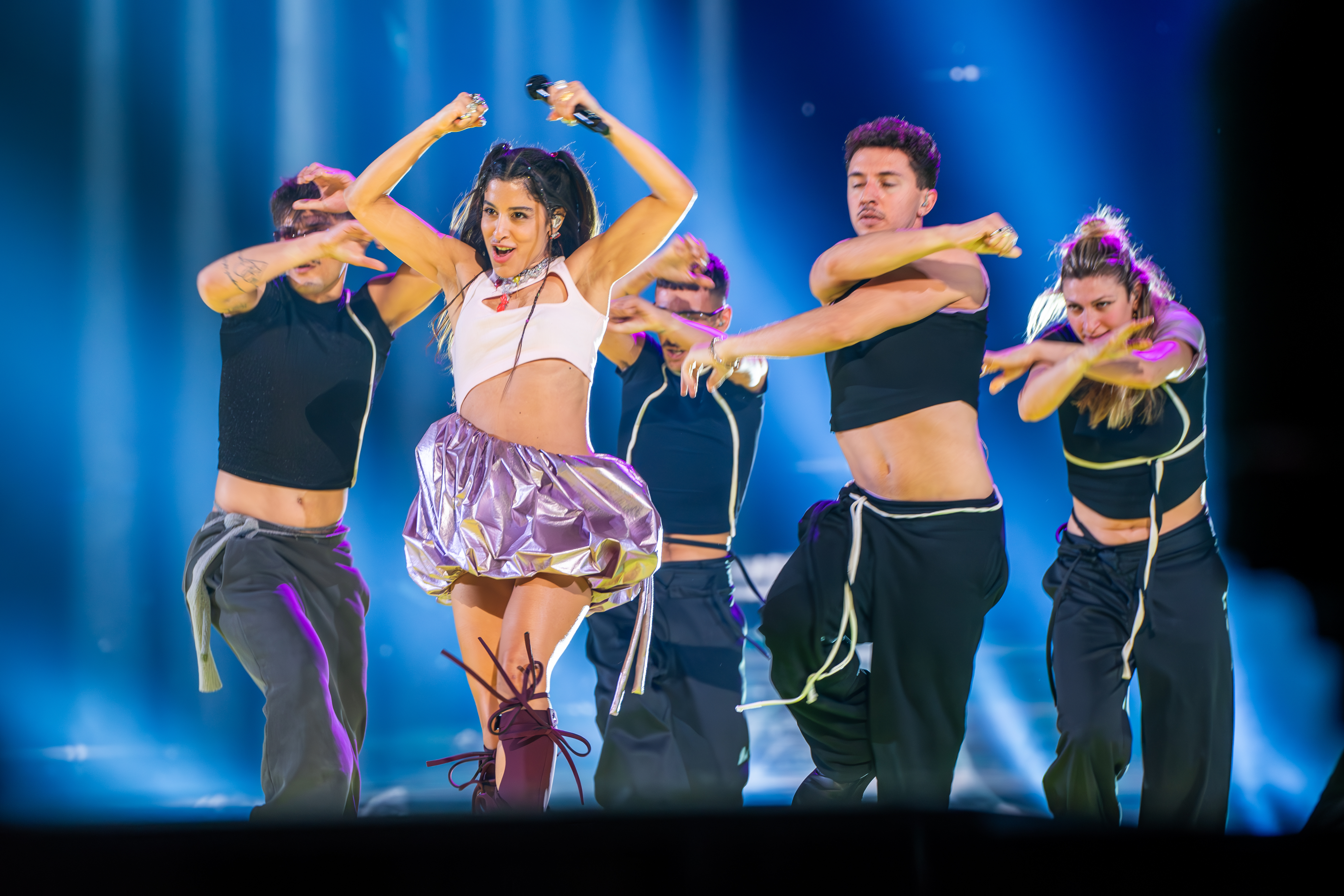
A döntőben